# Juan Muñoz (Eishockeyspieler)
Juan Muñoz (* 30. August 1990 in Jaca) ist ein spanischer Eishockeyspieler, der seit 2017 erneut beim CH Txuri Urdin in der spanischen Superliga unter Vertrag steht.

## Karriere
Juan Muñoz begann seine Karriere als Eishockeyspieler in der Jugend des CH Jaca, für deren erste Mannschaft er von 2005 bis 2007 in der Spanischen Superliga spielte, und mit der er 2006 den Spanischen Pokal gewann. Anschließend bestritt der Angreifer eine Spielzeit für die Jugend des finnischen Erstligisten KalPa Kuopio, ehe er im Sommer 2008 in seine spanische Heimat zurückkehrte, wo er vom FC Barcelona verpflichtet wurde. Mit Barcelona wurde er 2009 erstmals in seiner Laufbahn Spanischer Meister.
Im Sommer 2011 wechselte Muñoz zu Örnsköldsvik Hockey, für dessen U20-Junioren er in der Division 2, der vierten schwedischen Spielklasse, spielte. Im Januar 2012 kehrte er in die spanische Superliga zurück und schloss sich dem CH Gasteiz an, mit dem er 2013 und 2014 erneut die spanische Landesmeisterschaft und 2014 auch den Pokalsieg errang. Seit 2014 spielte er für den Ligakonkurrenten CH Txuri Urdin. In der Spielzeit 2015/16 war er Topscorer und Torschützenkönig der Superliga.
Im September 2016 wurde Muñoz vom St. Clair Shores Fighting Saints in der Federal Hockey League verpflichtet. Zu den Playoffs der Superliga kehrte er zum CH Txuri Urdin zurück und gewann mit dem Klub 2017, 2018 und 2019 den spanischen Meistertitel.

### International
Für Spanien nahm Muñoz im Juniorenbereich an der U18-Junioren-Weltmeisterschaft der Division III 2007, den U18-Junioren-Weltmeisterschaften der Division II 2006 und 2008 sowie den U20-Junioren-Weltmeisterschaften der Division II 2007, 2008, als er gemeinsam mit dem Niederländer Mike Dalhuisen drittbester Scorer hinter den beiden Esten Maksim Brandis und Anton Perov sowie gemeinsam mit dem Kroaten Borna Rendulić zweitbester Torschütze hinter Perov war, 2009 und 2010, als er zweitbester Torschütze nach dem Ungarn Balázs Somogyi war und als bester Spieler seiner Mannschaft ausgezeichnet wurde, teil. Mit der spanischen Studentenauswahl nahm er an der Winter-Universiade 2011 im türkischen Erzurum und der Winter-Universiade 2015 im spanischen Granada teil.
Im Seniorenbereich stand er im Aufgebot seines Landes bei den Weltmeisterschaften der Division II 2008, 2009, 2010, als er Torschützenkönig, Topscorer und bester Stürmer des Turniers war, 2012, 2013, 2014, 2015, 2016, 2017, 2018, 2019 und 2023, als den Iberern nach zwölf Jahren die Rückkehr in die Division I gelang, sowie der Weltmeisterschaft der Division I 2011. Zudem vertrat er seine Farben bei den Qualifikationsturnieren für die Olympischen Winterspiele 2010 in Vancouver, 2014 in Sotschi und 2018 in Pyeongchang.

## Erfolge und Auszeichnungen
- 2006 Spanischer Pokalsieger mit dem CH Jaca
- 2009 Spanischer Meister mit dem FC Barcelona
- 2013 Spanischer Meister mit dem CH Gasteiz
- 2014 Spanischer Meister und Pokalsieger mit dem CH Gasteiz
- 2016 Topscorer und Torschützenkönig der Superliga
- 2017 Spanischer Meister mit dem CH Txuri Urdin
- 2018 Spanischer Meister mit dem CH Txuri Urdin
- 2019 Spanischer Meister mit dem CH Txuri Urdin

### International
- 2007 Aufstieg in die Division II bei der U18-Junioren-Weltmeisterschaft der Division III
- 2010 Aufstieg in die Division I bei der Weltmeisterschaft der Division II, Gruppe A
- 2010 Topscorer der Weltmeisterschaft der Division II, Gruppe A
- 2010 Bester Torschütze der Weltmeisterschaft der Division II, Gruppe A
- 2010 Bester Stürmer der Weltmeisterschaft der Division II, Gruppe A
- 2014 Aufstieg in die Division II, Gruppe A, bei der Weltmeisterschaft der Division II, Gruppe B
- 2018 Aufstieg in die Division II, Gruppe A, bei der Weltmeisterschaft der Division II, Gruppe B
- 2023 Aufstieg in die Division I, Gruppe B, bei der Weltmeisterschaft der Division II, Gruppe A